# Heiglweiher
Der Heiglweiher ist ein künstliches Gewässer bei Haimhausen, Landkreis Dachau, Oberbayern
Er befindet sich auf der linken Amperseite am nördlichen Rand der Münchner Schotterebene.
Der Weiher besitzt keine direkten oberirdischen Zu- und Abflüsse, ein Altarm der Amper, der vom Lotzbach gespeist wird, befindet sich jedoch in unmittelbarer Nähe und sollte über Grundwasser mit diesem verbunden sein.
Der Heiglweiher wird von Anglern genutzt.
Auf der Nordseite befindet sich ein Badeplatz.